# Roberts Butte
Roberts Butte är en bergstopp i Antarktis. Den ligger i Östantarktis. Nya Zeeland gör anspråk på området. Toppen på Roberts Butte är 2 830 meter över havet, eller 83 meter över den omgivande terrängen. Bredden vid basen är 0,86 km.
Terrängen runt Roberts Butte är kuperad åt sydost, men åt nordväst är den platt. Roberts Butte är den högsta punkten i trakten. Trakten är obefolkad. Det finns inga samhällen i närheten. 